# Feng Xu
Feng Xu (xinès tradicional: 封諝, xinès simplificat: 封谞, pinyin: Fēng Xǔ) va ser un eunuc xinès del període de la Dinastia Han Oriental, que serví Emperador Ling de Han; ell va ser també un dels Deu Assistents Regulars (també coneguts com els Deu Eunucs), un grup d'eunucs cortesans que tenien gran influència en la cort imperial Han. Després que va faltar l'Emperador Ling i va ser succeït pel seu fill Liu Bian en el 189, He Jin, Yuan Shao i Cao Cao envaïren la capital amb el propòsit de derrotar els Deu Assistents, conduint a la decapitació de He Jin al pati del palau per ordre dels eunucs.